# Marcel Marcou
Marcel Marcou, est un joueur de pétanque français. 

## Clubs
- ?-? : Olympique de Montpellier (Hérault)

## Palmarès[1]

### Séniors

#### Championnat du Monde
Champion du Monde
- Triplette 1959 (avec Fernand Maraval et François De Souza) :  Équipe de France
- Triplette 1961 (avec Fernand Maraval et François De Souza) :  Équipe de France
- Triplette 1963 (avec Fernand Maraval et François De Souza) :  Équipe de France

#### Championnats de France
Finaliste
- Triplette 1959 (avec Fernand Maraval et François De Souza) : Olympique de Montpellier